# Ironic (bài hát)
"Ironic" là một bài hát của nghệ sĩ thu âm người Canada gốc Mỹ Alanis Morissette, phát hành ngày 27 tháng 2 năm 1996 như là đĩa đơn thứ ba trích từ album phòng thu thứ ba của cô, Jagged Little Pill (1995). Nó được viết lời bởi Morissette và Glen Ballard, và do Ballard sản xuất. "Ironic" là một bản pop rock được viết trên âm điệu Si trưởng, và bao gồm một nhịp độ vừa phải là 80 nhịp mỗi phút. Nội dung bài hát miêu tả nhiều tình huống được cho là "mỉa mai", và điều này đã dẫn đến nhiều cuộc tranh luận về việc liệu có bất kỳ tình huống nào phù hợp với ý nghĩa của sự chấp nhận mỉa mai.
"Ironic" đứng đầu bảng xếp hạng tại Canada trong sáu tuần, và lọt vào top 5 tại Úc, New Zealand và Na Uy. Tại Hoa Kỳ, nó đạt vị trí thứ 4 trên bảng xếp hạng Billboard Hot 100, trở thành đĩa đơn có thứ hạng cao nhất của nữ ca sĩ tại đây. "Ironic" đã được chứng nhận Vàng bởi Hiệp hội Công nghiệp ghi âm Mỹ (RIAA). Đây được xem là một trong những bài hát thành công nhất trong sự nghiệp của Morissette, chiến thắng giải thưởng Juno cho Đĩa đơn của năm, và nhận được hai đề cử giải Grammy vào năm 1997, cho Thu âm của năm và Video hình thái ngắn xuất sắc nhất. Video ca nhạc cho "Ironic" được thực hiện bởi đạo diễn người Pháp Stéphane Sednaoui. Trong đó, Morissette lái xe trên đường vào mùa đông, và cô hóa thân thành nhiều hình tượng khác nhau như là hành khách của mình. Video đã nhận được nhiều lời tán dương từ giới phê bình, và chiến thắng ba giải Video âm nhạc của MTV trên tổng số sáu đề cử vào năm 1996. Nó đã được liệt kê trong danh sách "Những Video ca nhạc xuất sắc nhất" của VH1 và được nhại lại bởi DBA Flip, Allison Rheaume và "Weird Al" Yankovic.
Năm 2004, Morissette đã thay đổi lời của "Ironic" để thể hiện sự ủng hộ đối với hôn nhân đồng giới tại Giải thưởng GLAAD Media lần thứ 15. Phiên bản này sau đó đã xuất hiện trong album iTunes Originals (2004) và Jagged Little Pill Acoustic (2005) và được trình diễn tại House of Blues năm 2005 cùng với ca sĩ người Canada Avril Lavigne. "Ironic" cũng được đưa vào danh sách trình diễn của chuyến lưu diễn Jagged Little Pill World Tour (1995), và trong các album tuyển tập như MTV Unplugged (1999), The Collection (2005). Bài hát đã được hát lại bởi bộ đôi người Mexico Jesse & Joy cho album của họ Esta Es Mi Vida Sesiones (2007) và bởi ban nhạc người Mỹ Four Year Strong cho album hát lại của họ Explains It All (2009).

## Danh sách bài hát
| Đĩa đơn CD, cassette 1. "Ironic" – 3:49 2. "You Oughta Know" (acoustic/trực tiếp từ lễ trao giải Grammy) – 3:48 3. "Mary Jane" (trực tiếp) – 5:52 4. "All I Really Want" (trực tiếp) – 5:22 | Đĩa maxi phiên bản đặc biệt 1. "Ironic" (bản album) – 3:48 2. "Forgiven" (trực tiếp) – 6:09 3. "Not the Doctor" (trực tiếp) – 6:05 4. "Wake Up" (trực tiếp) – 5:05 |

## Xếp hạng
| Bảng xếp hạng (1996)                            | Vị trí cao nhất |
| ----------------------------------------------- | --------------- |
| Úc (ARIA)                                       | 3               |
| Bỉ (Ultratop 50 Flanders)                       | 6               |
| Bỉ (Ultratop 50 Wallonia)                       | 9               |
| Canada (RPM)                                    | 1               |
| Canada Adult Contemporary (RPM)                 | 6               |
| Canada Alternative 30 (RPM)                     | 1               |
| Châu Âu (European Hot 100 Singles)              | 22              |
| Pháp (SNEP)                                     | 16              |
| Trường songid là BẮT BUỘC CHO BẢNG XẾP HẠNG ĐỨC | 8               |
| Ireland (IRMA)                                  | 8               |
| Hà Lan (Dutch Top 40)                           | 6               |
| New Zealand (Recorded Music NZ)                 | 3               |
| Na Uy (VG-lista)                                | 4               |
| Scotland (OCC)                                  | 9               |
| Thụy Điển (Sverigetopplistan)                   | 24              |
| Thụy Sĩ (Schweizer Hitparade)                   | 9               |
| Anh Quốc (OCC)                                  | 11              |
| Hoa Kỳ Billboard Hot 100                        | 4               |
| Hoa Kỳ Adult Contemporary (Billboard)           | 28              |
| Hoa Kỳ Adult Pop Airplay (Billboard)            | 5               |
| Hoa Kỳ Billboard Modern Rock Tracks             | 1               |
| Hoa Kỳ Billboard Mainstream Rock Tracks         | 18              |
| Hoa Kỳ Pop Airplay (Billboard)                  | 1               |
| Bảng xếp hạng (2015)                            | Vị trí cao nhất |
| Ba Lan (Polish Airplay Top 100)                 | 81              |

| Bảng xếp hạng (1996)              | Vị trí |
| --------------------------------- | ------ |
| Australia (ARIA)                  | 25     |
| Belgium (Ultratop 50 Flanders)    | 31     |
| Belgium (Ultratop 50 Wallonia)    | 45     |
| Canada (RPM)                      | 2      |
| Canada Adult Contemporary (RPM)   | 37     |
| Canada Alternative 30 (RPM)       | 5      |
| Europe (European Hot 100)         | 61     |
| France (SNEP)                     | 57     |
| Netherlands (Dutch Top 40)        | 39     |
| Germany (Official German Charts)  | 40     |
| Switzerland (Schweizer Hitparade) | 51     |
| US Billboard Hot 100              | 13     |

## Chứng nhận
| Quốc gia                                                                           | Chứng nhận | Số đơn vị/doanh số chứng nhận |
| ---------------------------------------------------------------------------------- | ---------- | ----------------------------- |
| Úc (ARIA)                                                                          | Vàng       | 35.000^                       |
| Pháp (SNEP)                                                                        | Vàng       | 250.000*                      |
| New Zealand (RMNZ)                                                                 | Vàng       | 5,000*                        |
| Na Uy (IFPI)                                                                       | Vàng       | 20,000*                       |
| Anh Quốc (BPI)                                                                     | Vàng       | 400.000‡                      |
| Hoa Kỳ (RIAA)                                                                      | Vàng       | 600,000                       |
| * Chứng nhận dựa theo doanh số tiêu thụ. ^ Chứng nhận dựa theo doanh số nhập hàng. |            |                               |